# Eryphanis reevesii
Eryphanis reevesii är en fjärilsart som beskrevs av Doubleday 1849. Eryphanis reevesii ingår i släktet Eryphanis och familjen praktfjärilar. Inga underarter finns listade i Catalogue of Life.

## Bildgalleri

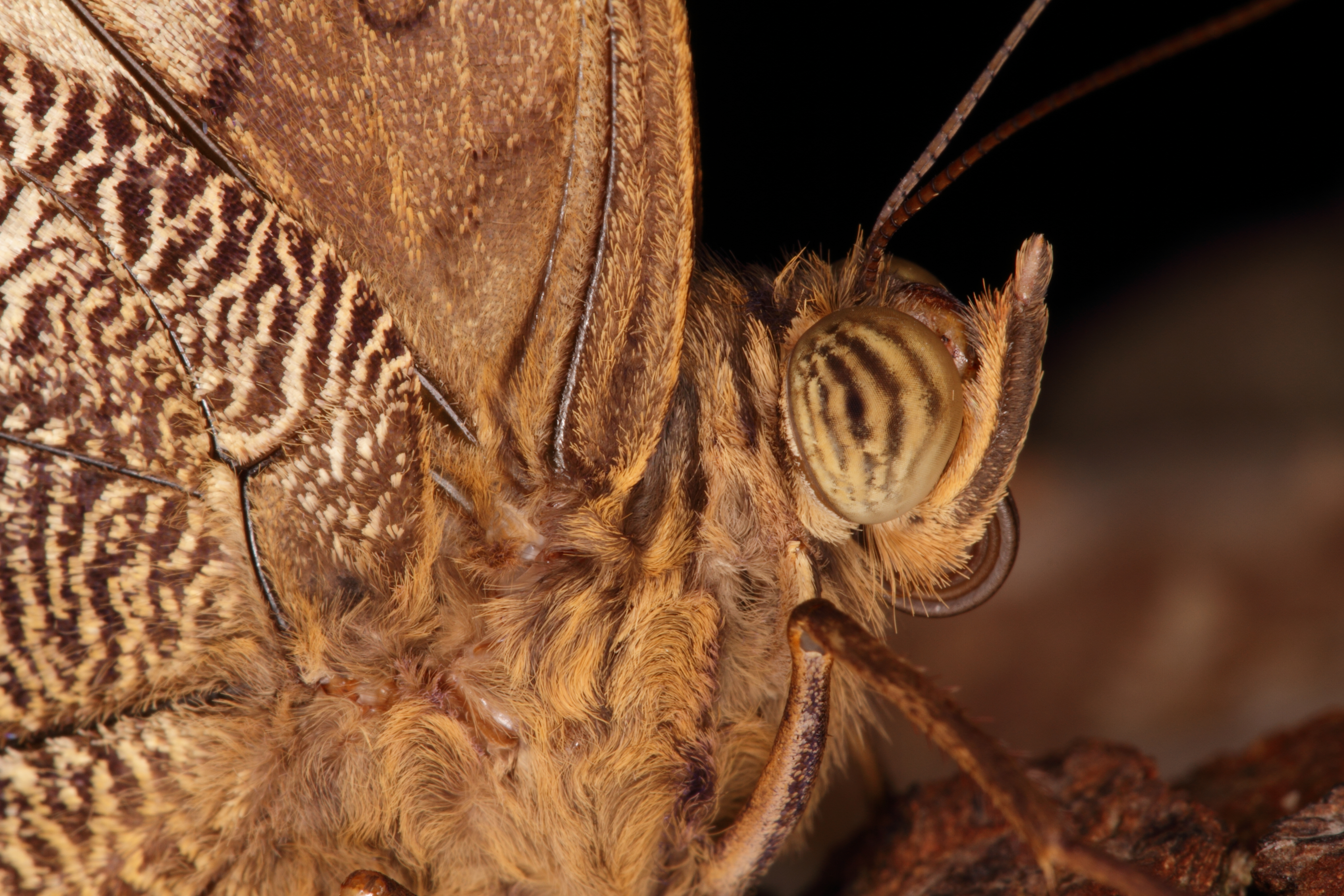
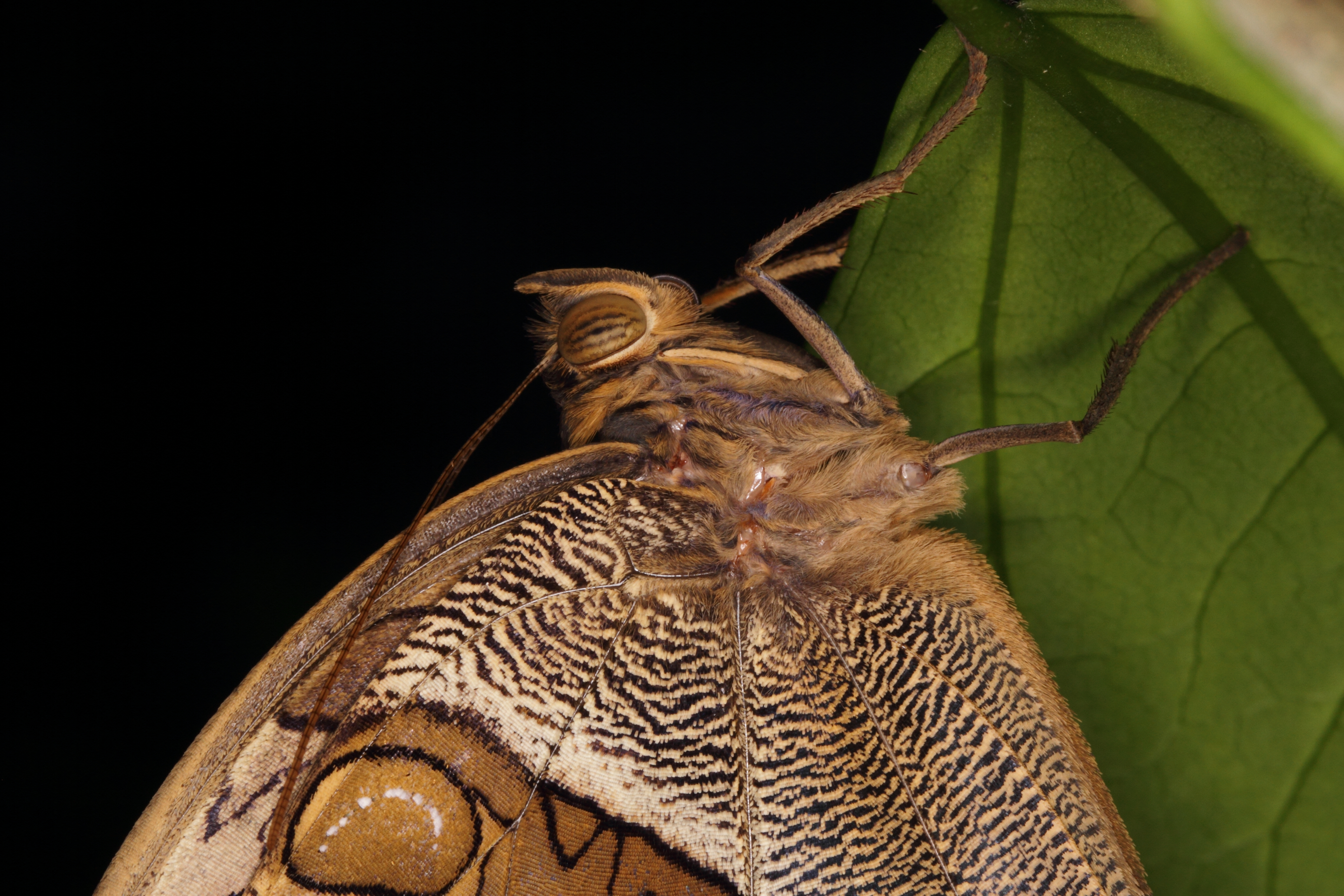
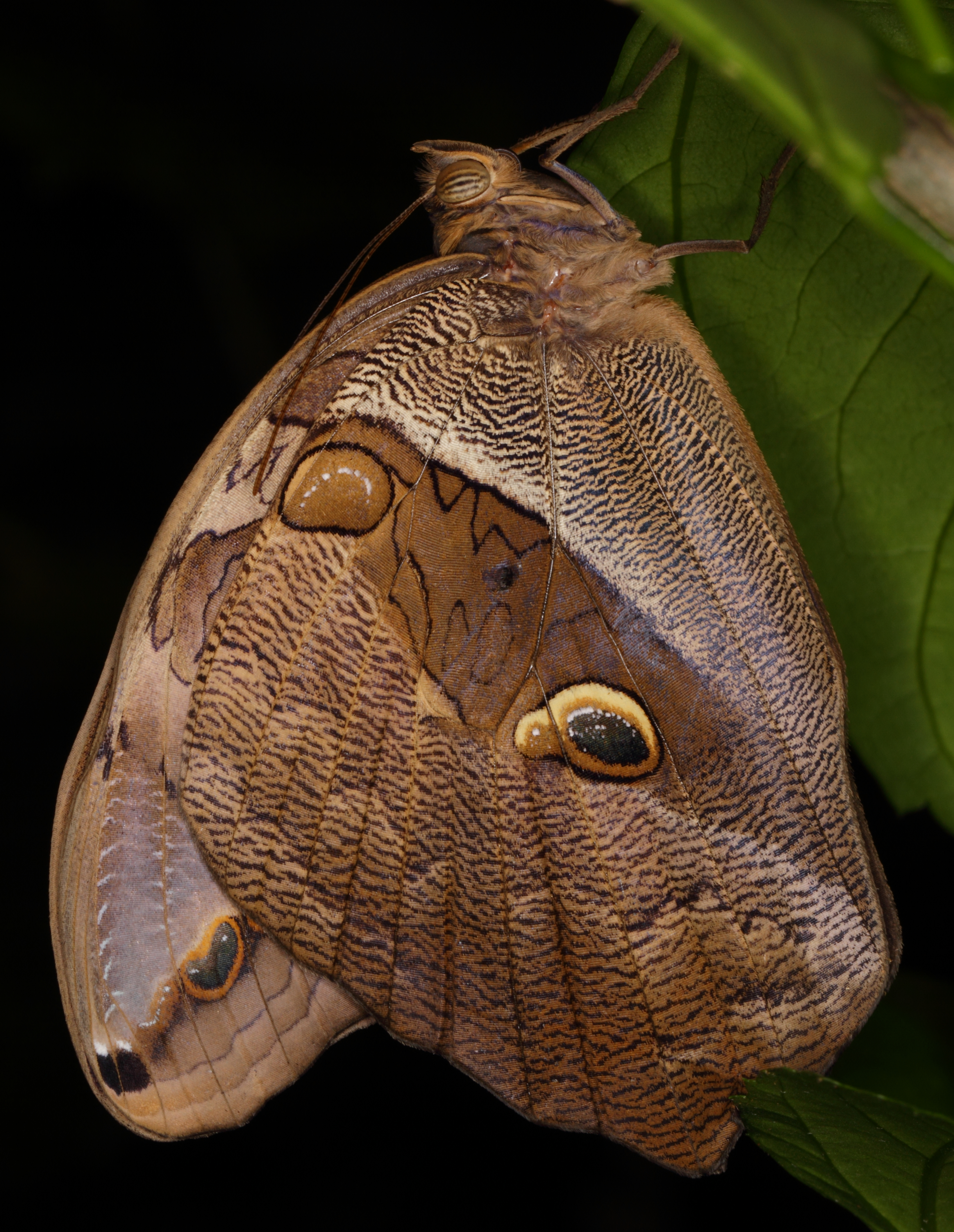
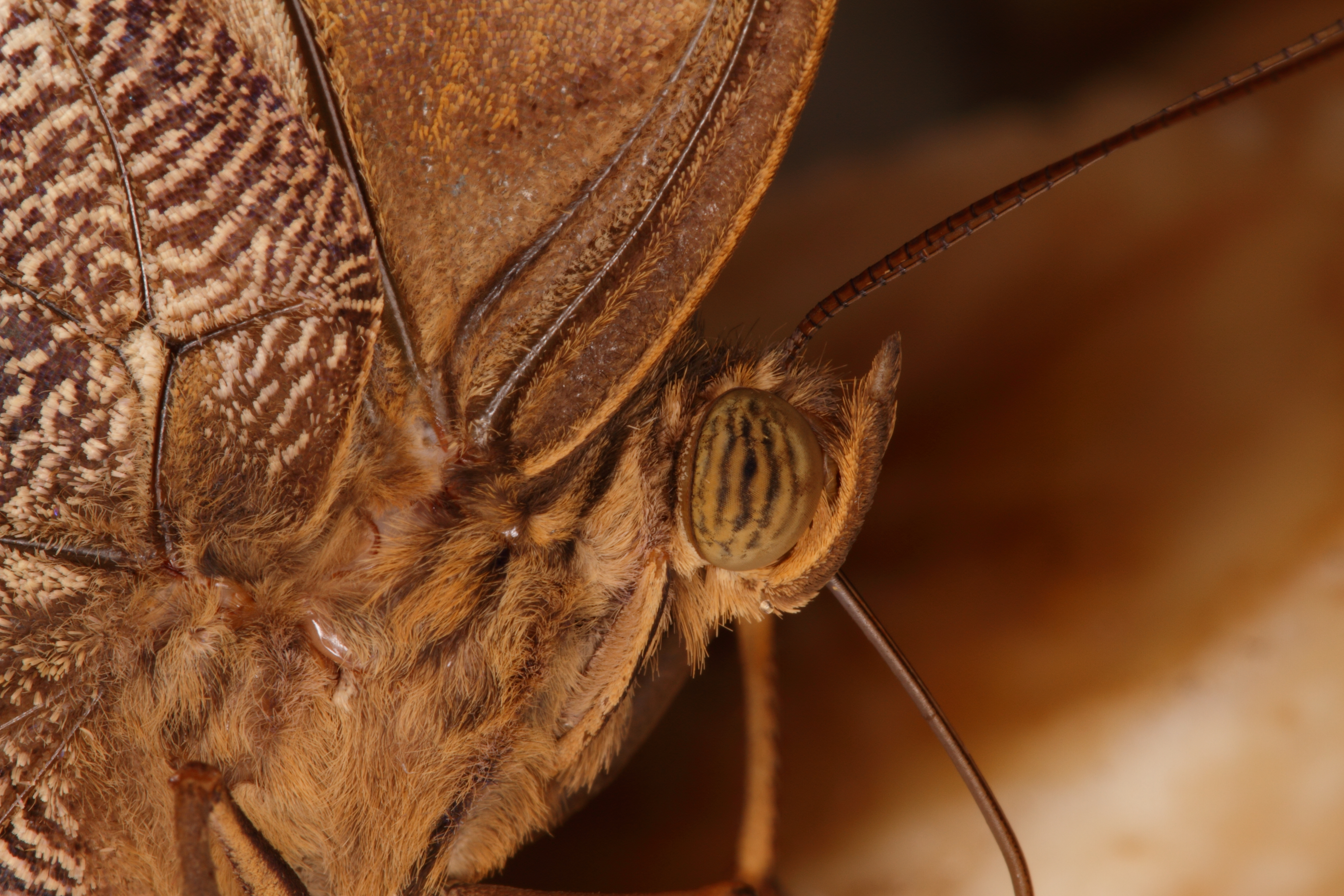
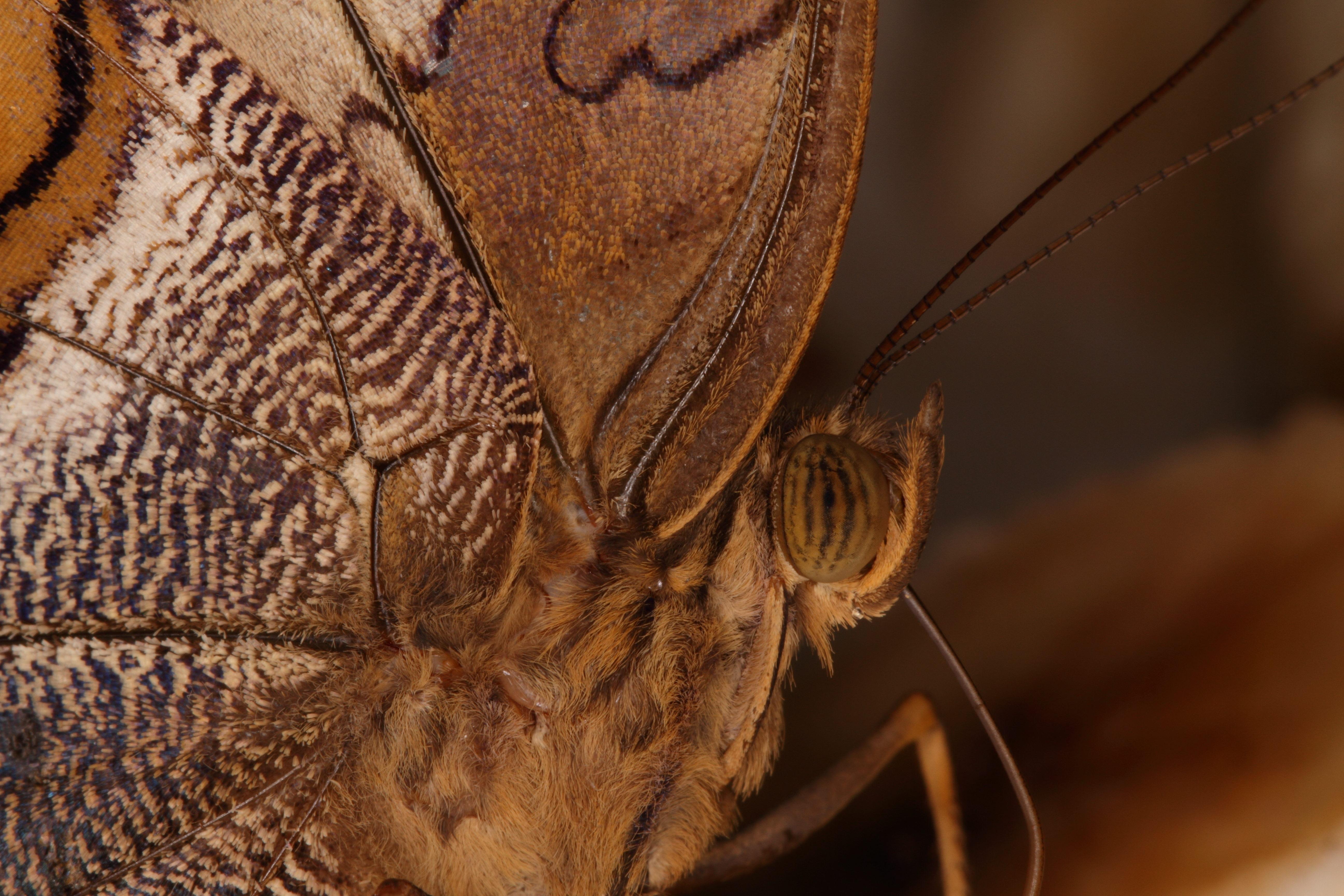